# Stolephorus apiensis
Stolephorus apiensis es una especie de pez del género Stolephorus, familia Engraulidae, orden Clupeiformes. Fue descrita científicamente por Jordan & Seale en 1906.
Es una especie inofensiva para el ser humano y es muy comercializado en pesquerías.

## Descripción
La longitud estándar es de 6 centímetros.

## Distribución y hábitat
Se distribuye por el Pacífico Occidental, Fiyi y Samoa, posiblemente en islas Carolinas y Filipinas. Habita en aguas costeras donde puede alcanzar los 50 metros de profundidad.